# Edderkoppen Teater

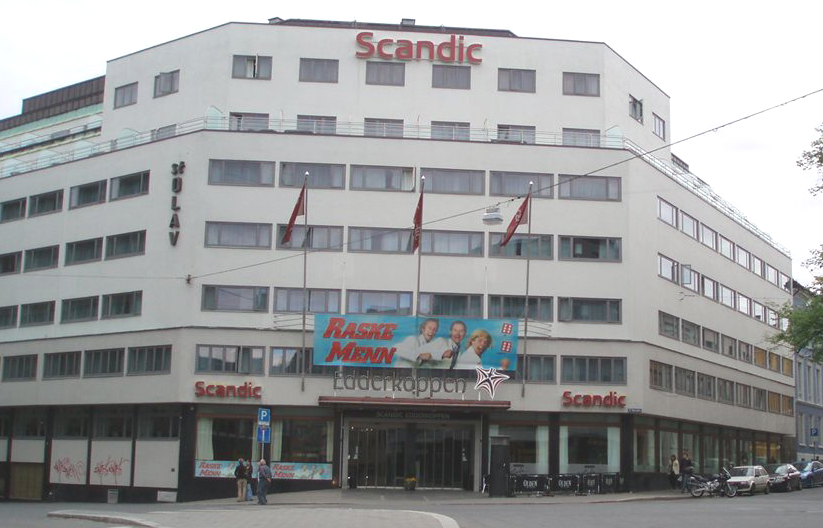
Edderkoppen Teater på St. Olavs plass i Oslo

Edderkoppen Teater, tidigare mellan 1967 och 2003 kallad ABC-teatret, är en teater på St. Olavs plass i Oslo. På repertoaren har man framförallt revy, fars och musikaler.